# Argoman – Der phantastische Supermann
Argoman – Der phantastische Supermann (Originaltitel: Come rubare la corona d'Inghilterra) ist ein italienisch-französischer Actionfilm mit Science-Fiction-Elementen von Terence Hathaway aus dem Jahr 1967.

## Handlung
In China bereiten sich Soldaten darauf vor, Argoman zu erschießen. Dieser schafft es allerdings die Soldaten zu hypnotisieren und lässt sie sich gegenseitig umbringen. Argoman sucht Regierungsmitarbeiter der UdSSR auf, die ihm den Auftrag in China, Zerstörung einer Atomwaffe, erteilt haben und fordert seine Belohnung. Da die Sowjets hofften, er kommt bei der Erfüllung seiner Mission ums Leben, haben sie nichts da, um ihn zu bezahlen. So plündert Argoman das Regierungsgebäude und klaut wertvolle Gegenstände.
Scotland Yard Inspector Lawrence untersucht den Diebstahl der Royal Crown. Sir Reginald Hoover alias Argoman versucht in einem Pool seinen Rekord im Luftanhalten zu überbieten. Anschließend lädt Sir Reginald eine seiner Freundinnen zu einem Rendezvous ein. Plötzlich hört er ein Luftkissenfahrzeug, das droht mit dem Ufer zu kollidieren. Er nutzt seine telekinetischen Kräfte, um es sicher an Land zu bringen. Aus dem Luftkissenfahrzeug taucht eine Frau auf, die sich als Regina vorstellt. Sir Reginald lädt sie ein, Zeit mit ihm zu verbringen.
Lawrence kommt zu Sir Reginald und berichtet von seinen Nachforschungen. Auf den Fotos der Turmbesucher erkennt Sir Reginald Regina. Er geht nach Paris, um die Verbrecherin zu finden. Inspektor Lawrence kommt im französischen Technologieministerium an und findet heraus, dass Regina auf der Suche nach einem sehr großen Juwel ist, das jede Art von Licht reflektiert und den molekularen Zusammenhalt zerstört und jedes Material biegsam macht. Die Polizei glaubt, Jenabell möchte das Juwel für die Teilung und Nutzung auf dem internationalen Markt, um Währungen zu zerstören. Sir Reginald benutzt einen Ring mit einem Geigerzähler, um Jenabell zu finden, weil sie seine speziellen radioaktiven Zigaretten geraucht hat. Argoman verhindert währenddessen einen Überfall auf einen Geldtransporter.
Mit einem Zug fährt Sir Reginald zur Basis Jenabells. Allerdings sabotiert ein Agent den Zug. Trotzdem kommt Argoman rechtzeitig, um General Headwood vor dem Klonen zu retten: er zerstört Jenabells und die anderen Klone. Die echte Jenabell flieht mit dem Juwel in einem Flugzeug. Argoman dreht das Flugzeug telekinetisch zur Sonne, und der Edelstein reflektiert sein Licht und tötet Jenabell bei einer Explosion. Als Belohnung für diesen Fall nimmt Argoman die Royal Crown.

## Kritik
„Nur in Ansätzen vergnügliche, an Witz und Tempo arme Comic-Story.“

„Argoman, der phantastische Supermann mit knalligen Sixties-Dekors. Der Playboy und Superheld Argoman, den nur die post-koitale Erschöpfung angreifbar macht, rettet die Welt vor einer bösen, aber ach so attraktiven Amazone... Doofer Trash, der sich zum Glück selbst nicht ernst nimmt.“

Die Kostüme und Prügeleien werden als lächerlich bezeichnet. Auch die Tatsache, dass der Superheld für sechs Stunden seine Superkräfte verliert, nachdem er mit einer Frau intim geworden ist, wird als albern abgestempelt.

## Trivia
- Der Film wurde am 27. April 2018 auf Tele 5 als Teil des Sendeformats Die schlechtesten Filme aller Zeiten ausgestrahlt.